# 99% Radio Show
99% Radio Show（キュウジュウキュウパーセント・レイディオ・ショー）は、2003年9月25日、rhythm zoneより期間限定発売されたオムニバスアルバムである。

## 概要
- EXILEやm-floなど、rhythm zoneレーベル所属アーティストの楽曲を収録したコンピレーション盤。
- 前述どおり、期間限定発売のため、現在は販売されていない。

## 収録曲
1. Let's get started!（Intro）
2. Be Mine（99% Radio Allstars）
EXILEのATSUSHI、SHUN、倖田來未、LISA、IGORのコラボレーションユニット99% Radio Allstarsによる楽曲。
後にEXILEのアルバム『EXILE ENTERTAINMENT』『SELECT BEST』にも収録。
3. been so long（m-flo）
4. Kiss you（EXILE）
EXILEによる曲。
5. What's the answer?（Retro G-Style）
Retro G-Styleによる楽曲。
6. TAKE BACK（倖田來未）
倖田來未による楽曲。
7. Follow me（J Soul Brothers）
J Soul Brothersによる楽曲。
8. Every-After-Party（Rather Unique, 倖田來未）
RATHER UNIQUEと倖田來未による楽曲。
9. real Emotion（倖田來未）
倖田來未による楽曲。
10. 時世（Nao）
Naoによる楽曲。
11. Life（Retro G-Style）
Ratro G-Styleによる楽曲。
12. How You Like Me Now?（m-flo）
m-floによる楽曲。
13. Believe (Radio Edit)（EXILE）
EXILEによる楽曲。
同グループのアルバム『EXILE ENTERTAINMENT』『SELECT BEST』には別アレンジが収録された。
14. It's time to...（Outro）
15. I miss your love（LISA）
LISAによる楽曲。初回限定盤のみ収録。